# 橫帶髭鯛
横带髭鲷为石鲈科髭鲷属的鱼类，又名臀斑髭鯛、条纹髭鲷、来教、金鼓、打铁皮。分布于日本、朝鲜、菲律宾以及中国沿海等。该物种的模式产地在澳门。

## 深度
水深30至50公尺。

## 特徵
本魚體色以灰褐色為底，上有5條寬的深色橫帶，其中第一條在眼部，較不明顯；第二條則在背鰭之前；最後一條則在背鰭鰭條部後端。另外尾柄上有一細橫帶。背鰭、臀鰭鰭條部及尾鰭顏色較黃且有黑緣。背鰭的第三棘及臀鰭第二棘特別強大。背鰭硬棘12枚、軟條16枚；臀鰭硬棘3枚、軟條10枚。側線鱗片數48至49枚。體長可達25公分。

## 生態
本魚棲息在沿岸的岩礁區或人工魚礁附近。屬於肉食性魚類，以甲殼類和魚類為食。

## 經濟利用
為美味的食用魚，紅燒、煎食、煮湯皆適宜。